# 方文山
方 文山（ファン・ウェンシャン、Chinese: 方文山;拼音: FāngWénshān、英語: Vincent Fang、1969年1月26日 - ）は、台湾の作詞家、作家、監督、脚本家、レコード会社経営者、詩人、出版経営者である。
台湾の金曲奨にノミネートされた作詞家であり、シンガーソングライターの周杰倫とのコラボレーションで最もよく知られている。
周杰倫の『オン・ザ・ラン』、「威廉古堡」（ウェイレンのキャッスル）、「青花瓷」で第19回金曲奨の最優秀作詞賞を勝ち取った。「青花瓷」は中国の名門大学である北京大学と清華大学の入学試験にも採用されたことがあり、他にも「七里香」「愛在西元前」「髪如雪」が入学試験に使用されている。「聴媽媽的話」「上海1943」「愛在西元前」などの曲は小学校の音楽の教科書としても採用された。
彼はチャイナウィンドミュージックの最前線にいると考えられており、彼の作品はしばしば芸術的価値のある詩として扱われ、高い評価を集めている。

## 経歴
方文山は台湾花蓮県富里郷学田村で生まれ、本籍は江西省于都であり、5歳の時に両親と共に桃園県（現・桃園市）に移住した。客家人である。桃園市私立成功高級工商職業学校電子科を卒業した。
音楽創作への情熱から、彼は自作の歌詞集を作成し、レコード会社に自薦した。最終的に台湾の司会者呉宗憲に才能を認められ、アルファレコードの作詞家、および「憲憲家族」のメンバーとして契約を結んだ。
初期から周杰倫と協力し、深い交友関係を築いたため、方文山は周杰倫の専属作詞家となり、周杰倫と共に多くのリスナーに愛される作品を生み出した。例えば、《印地安老斑鳩》、《反方向的鐘》、《愛在西元前》、《忍者》、《雙截棍》、《爺爺泡的茶》、《東風破》、《米蘭小鐵匠》、《七里香》、《夜曲》、《本草綱目》、《我不配》、《霍元甲》、《黃金甲》、《言えない秘密》、《蘭亭序》、《說好的幸福呢》、《龍戰騎士》、《髮如雪》、《威廉古堡》、《青花瓷》、《止戰之殤》、《手寫的從前》、《告白氣球》、《不該》、《煙花易冷》などがある。
方文山はさらに周杰倫と共にJVRミュージックを設立しており、このことからも周杰倫の成功と方文山の関係は切り離せないことがわかる。周杰倫は自身の曲と方文山の詞について「僕の曲は方文山の詞がなければヒットしないし、方文山の詞も僕の曲がなければヒットしないだろう」と述べている。

## 作品の特色
方文山の作品の特色は、強烈な「映像感」とイメージの積み重ねであり、まるで映画を見ているかのような感覚を覚えさせる。これが彼を一般的な作詞家と異なる点にしている。
例えば、《愛在西元前》の中の「祭司/神殿/征戦/弓箭/是誰的從前/喜歡在人潮中妳只屬於我的那畫面/經過蘇美女神身邊/我以女神之名許願/思念像底格里斯河般的蔓延」（祭司／神殿／征戦／弓矢／誰の過去なのか／人ごみの中で君が僕だけのものだったあの光景が好き／シュメールの女神のそばを通り過ぎ／女神の名において願う／想いはチグリス川のように広がっていく）のように、多様なイメージが一般的なリスナーに情景を想像させる余地を与えている。
周杰倫と同様に、方文山は高等職業学校卒という学歴であるが、文芸方面の読書は広範であり、自身では章立て式の読書だと謙遜している。
リスナーはしばしば、方文山の歌詞の題材やスタイルが多様であり、各国の古今の異なる風情を頻繁に取り入れ、映像感に富んだ華麗な言葉遣いであると感じている。台湾と中国の国語の試験では、周杰倫の歌と方文山の詞が絶えず試験問題として採用されており、それが現代詩の域に入っているかどうかについての議論を引き起こしたこともある。
近年、方文山は「中国風」の歌詞に力を入れており、古詩詞に類似すると称される詞と現代的な歌詞を融合させるブームを巻き起こした。その中でも周杰倫との共同作品である《髮如雪》、《千里之外》、《青花瓷》、《蘭亭序》などがその代表作である。また、彼の作品では、しばしば品詞転換が用いられ、形容詞が動詞として使われる。例えば、《七里香》の「那飽滿的稻穗/幸福了這個季節」（豊かに実った稲穂が／この季節を幸福にした）や、《髮如雪》の「你髮如雪/淒美了離別」（君の髪は雪の如く／別れを美しく悲しくした）が挙げられる。 方文山自身は「歌を書くより詩を書くのが好きだ」と認めており、国立台湾文学館が主催した詩文公募イベント（詳細は愛詩網  アーカイブ 2021年2月25日 - ウェイバックマシン を参照）に招待され、彼ならではの特色で新詩を創作した。
《腦海裡的行動藝術》（脳裏のパフォーマンスアート）では、古都・台南を描写し、「騎樓的拱形紅磚／牆面上巴洛克的建築／這裡所有移動過的腳步／古老的／很清楚」（アーケードのアーチ型赤レンガ／壁面のバロック建築／ここを移動したすべての足跡／古く／とてもはっきりしている）と詠んでいる。しかし、方文山には時折、言葉は質朴でありながら、真心がこもり、文学的な想像力に富んだ作品もある。

## 副業
「華人版図文化事業有限公司」（華人版圖出版社）は、呉宗憲が設立し大株主となった会社で、周杰倫、方文山も共同で出資した。方文山は編集長を務め、後に呉は会社を方文山に譲渡した。
2014年の台北市長選挙では、方文山は候補者連勝文の選挙キャンペーンソングの作詞を手掛けた。彼はこれについて、自身にはいかなる政治的立場もなく、同選挙では民進党の立法委員のためにも作詞したと述べている。